# Archosargus
Archosargus – rodzaj morskich ryb z rodziny prażmowatych (Sparidae).

## Zasięg występowania
Zachodni Ocean Atlantycki i Galapagos (Archosargus pourtalesii)

## Klasyfikacja
Gatunki zaliczane do tego rodzaju:
- Archosargus aries
- Archosargus pourtalesii
- Archosargus probatocephalus – owczak[3], sargus owczak[3], sparus owczarz[4]
- Archosargus rhomboidalis – sargus plamik[3], sparus jednoplamy[4]

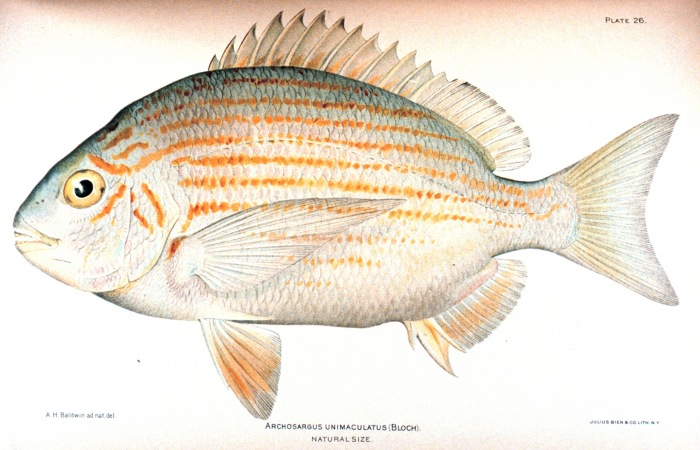
Archosargus rhomboidalis

Uwagi
- Archosargus aries uważany jest przez część systematyków za synonim  A. probatocephalus[5].